# Sophie Vincent-Calbris
Sophie Vincent-Calbris, née le 14 septembre 1819 à Rouen et morte le 6 février 1859 à Lille, est une artiste peintre française.

## Biographie
Sophie Vincent-Calbris est la fille de Michel Guillaume Contest Calbris et de Marie Hulse.
Élève d'Hippolyte Bellangé et de Paul Renouard, elle travaille avec Jean-Charles-Joseph Rémond.
Elle envoie ses œuvres au Salon à Paris de 1853 à 1857 et expose aussi à Bordeaux, Boulogne-sur-Mer, Rouen et Cambrai, où elle obtient une médaille de première classe.
A la même période elle travaille au Louvre et y est chargée de copier des tableaux de maître.
Elle s'installe à Lille dès 1854 et se fait remarquer comme peintre paysagiste. Elle épouse le 27 septembre 1855, Charles Vincent, chef de division à la préfecture de Lille, secrétaire de la commission historique et membre de la Société française pour la conservation des monuments historiques,.
Elle meurt le 6 février 1859, rue Esquermoise à Lille des suites d'une couche, après la naissance de son unique enfant, Carlos Émile Vincent,,.

## Œuvres
- Troupeau au bord de l'eau[8].
- Cressonnière, palais des Beaux-Arts de Lille[9],[8].
- La Ténardière[8],[10].
- Vallée de Montville[8].
- Collines de l'Artois, médaille de 1re classe à l'exposition de Cambrai[8].
- Bords de la Lys[8].
- Sources de la Marque, Salon de 1857[8].
- L'Arbonnoise à Esquermes, 1856[8].
- Prairies de Lambersart[8].
- Les Environs d’Armentières[8].
- La Mare Saint-André[8].
- Chemin de Wasquehal[8].
- La Carperie du marais d'Emmerin[8].
- Vue de la forêt de Phalempin[8].
- Buste fleuri[8].
- La Danse de Frascati ou Paysage inspiré composé de la vue de Frascati, vers 1850, copie d'après un original d'Achille Etna Michallon ; Niort, Musée Bernard-d'Agesci[11] ;